# Концерн «Моринформсистема-Агат»
АО "Концерн «Моринсис-Агат» — российская компания. Полное наименование — Акционерное общество Концерн «Моринформсистема-Агат». Штаб-квартира компании расположена в Москве.
За поддержку Вторжение России на Украину (с 2022) компания внесена в санкционные списки всех стран Евросоюза, США, Украины и Канады.

## История
1 апреля 1942 года Постановлением Государственного комитета обороны организовано Специальное конструкторское бюро Наркомата судостроительной промышленности СССР (СКБ НКСП).
В конце 1946 года СКБ НКСП преобразовано в Морской научно-исследовательский институт № 1 (МНИИ № 1). Первоначально при организации СКБ НКСП на него возлагалась разработка минно-торпедного оружия, а также стабилизированных визирных и антенных постов наблюдения, и стабилизированных систем наведения на цель орудий танков Т-34-85. Одним из руководителей был назначен Арташес Эрвандович Атовмьян — советский инженер-конструктор, лауреат Сталинской премии (1943 г.) за работу по повышению эффективности стрельбы корабельной артиллерии.
В августе 1945 года на основании приказа Наркома судостроительной промышленности создан Ленинградский филиал СКБ. Профиль работ и структура Ленинградского филиала СКБ были аналогичными московскому Бюро. В годы Великой Отечественной войны и послевоенные годы МНИИ № 1 было создано несколько десятков самых современных по тому времени систем управления стрельбой торпедным и артиллерийским оружием, которыми были вооружены практически все типы кораблей. В дальнейшем научно-исследовательские и экспериментальные работы, проводимые МНИИ № 1, позволили создать системы управления стрельбой, которые обеспечили безопасный старт крылатых ракет с различного типа кораблей и при любых погодных условиях на море.
В 1960 году МНИИ № 1 преобразован в Центральный морской научно-исследовательский институт (ЦМНИИ).
В 1972 году образован Центральный научно-исследовательский институт «Агат» (ЦНИИ «Агат»). Главным направлением деятельности ЦМНИИ, а потом и ЦНИИ «Агат» стала разработка средств цифровой вычислительной техники для различных морских объектов и создание на её основе автоматизированных систем управления боевой деятельностью подводных лодок и надводных кораблей.
В 1978 году на базе ЦНИИ «Агат» образовано Научно-производственное объединение «Агат» (НПО «Агат»), в которое вошли ЦНИИ «Агат», Опытный завод «Агат», Ереванский филиал ЦНИИ «Агат» и Ереванский приборостроительный завод «Базальт». За выдающиеся успехи в укреплении обороноспособности страны и успешную работу по разработке радиоэлектронного вооружения для Военно-морского флота НПО «Агат» было награждено орденом Ленина.
В 2004 году в соответствие с указом Президента Российской Федерации от 3 февраля 2004 года № 134 "Об открытом акционерном обществе "Концерн «Моринформсистема — Агат», на базе ФГУП «НПО „Агат“» создано ОАО "Концерн «Моринсис — Агат», в которое вошли Научно производственное объединение «Марс», Центральный научно-исследовательский институт «Курс», Производственное объединение «Бином» и Научно-производственное предприятие «Калужский приборостроительный завод «Тайфун»».
В 2007 году в соответствие с указом Президента Российской Федерации от 21 марта 2007 года № 397 "О развитии открытого акционерного общества «Концерн „Моринформсистема — Агат“» в состав ОАО "Концерн «Моринформсистема — Агат» вошли Производственное объединение «Комета», Научно-производственная фирма «Меридиан», Завод «Изумруд», Конструкторское бюро «Аметист», Завод «Топаз» и Завод «Салют».
В 2009 году в соответствие с указом Президента Российской Федерации от 24 августа 2009 года № 971 "О дальнейшем развитии открытого акционерного общества «Концерн „Моринформсистема — Агат“» в состав ОАО «Концерн „Моринформсистема — Агат“» включены Завод «Электроприбор», Камчатский гидрофизический институт, Научно-исследовательский институт «Атолл».
В соответствии с Указом Президента Российской Федерации от 1 апреля 2020 году № 235 «Об акционерном обществе „Корпорация морского приборостроения“» и распоряжением Правительства Российской Федерации от 28.05.2020 № 1425-р в феврале 2021 года АО «Концерн „Моринсис — Агат“» вошло в состав учрежденного Российской Федерацией АО «КМП».

## Общие сведения
Концерн «Моринформсистема - Агат» является организацией в российском кораблестроении по информационным системам и технологиям, системному инжинирингу корабельных информационно-вычислительных средств, вопросам электромагнитной совместимости радиоэлектронных средств и размагничивания, системам управления стрельбой крылатыми и баллистическими ракетами морского базирования, боевым информационно-управляющим системам и интегрированным системам управления надводных кораблей и подводных лодок.

## Санкции
2 августа 2022 года, из-за вторжения России на Украину, предприятие включено в санкционный список Канады против причастных к бессмысленному кровопролитию, совершенному президентом России Владимиром Путиным, включая "ужасающие события в Буче". 22 декабря 2022 года компания попала под санкции США против российских военно-морских структур. По аналогичным основаниям компания находится под санкциями всех стран Евросоюза, Швейцарии, Украины и Японии

## Входящие предприятия
- Конструкторское бюро «Аметист»
- Научно-исследовательский институт «Атолл»
- Производственное объединение «Бином»
- Завод «Изумруд»
- Камчатский гидрофизический институт (КГФИ)
- Открытое акционерное общество «Комета»[10]
- Центральный научно-исследовательский институт «Курс»
- Научно-производственное объединение «Марс»
- Научно-производственная фирма «Меридиан»
- Научно-производственное предприятие «Салют»
- Научно-производственное предприятие «Калужский приборостроительный завод «Тайфун»»
- Завод «Топаз»
- Московский завод «Электроприбор»
- Акустический институт имени академика Н. Н. Андреева
- Моринформсистема-Агат-КИП

## Направления деятельности
Основными направлениями деятельности Концерна являются разработка, производство, гарантийное обслуживание, модернизация, ремонт и утилизация интегрированных многофункциональных систем управления кораблей, комплексных средств автоматизации управления соединениями морских сил, систем управления морских ракетных и артиллерийских комплексов, боевых информационно-управляющих систем для надводных кораблей и подводных лодок, корабельных автоматизированных систем управления противоминными действиями, корабельных унифицированных вычислительных машин, тренажерных комплексов, многофункциональных радиолокационных комплексов корабельного и берегового базирования, средств совместного использования оружия и пожарной индикации, корабельных и береговых ракетных комплексов, а также гидроакустических систем.

## Руководство
- Генеральный директор — генеральный конструктор М. Ю. Храмов